# Maison de Limburg Stirum
Pour les articles homonymes, voir Limburg.
 (juin 2018).
Si vous disposez d'ouvrages ou d'articles de référence ou si vous connaissez des sites web de qualité traitant du thème abordé ici, merci de compléter l'article en donnant les références utiles à sa vérifiabilité et en les liant à la section « Notes et références ».
La maison de Limburg Stirum ou de Limbourg Styrum est une des plus anciennes familles  d’Europe. Elle naît au XIIe siècle et tire son nom du comté souverain de Limbourg-sur-la-Lenne centré sur la ville de Limbourg, situé le long de la Lenne (en Allemagne), à ne pas confondre avec la maison des souverains du duché de Limbourg et sa capitale Limbourg (en Belgique). La maison de Limburg Stirum est la seule branche survivante de la dynastie des comtes de Berg, qui règne du XIe siècle au début du XVIe siècle sur une grande partie de la Westphalie.
Les Limburg Stirum sont des monarques souverains dans le Saint-Empire romain germanique. Ils règnent sur différents territoires, majoritairement dans le cercle du Bas-Rhin-Westphalie et ont un siège à la Diète d'Empire, jusqu'à leur médiatisation à la fin de l'Empire en 1806.
Depuis le IXe siècle, cette famille a compté cinq comtes palatins de Lotharingie, des ducs de Bavière, de Westphalie, de Carinthie et Souabe, sept archevêques de Cologne, un prince-évêque de Spire, plus de dix évêques du Saint-Empire romain germanique et au moins deux saints de l’Église catholique (sainte Richezza de Lotharingie, célébrée le 21 mars, et saint Engelbert de Cologne, célébré le 7 novembre).

## Histoire

### La dynastie des Ezzonides
Certains historiens prétendent que la maison de Berg descendrait de la dynastie des Ezzonides, dont la filiation remonte au IXe siècle.

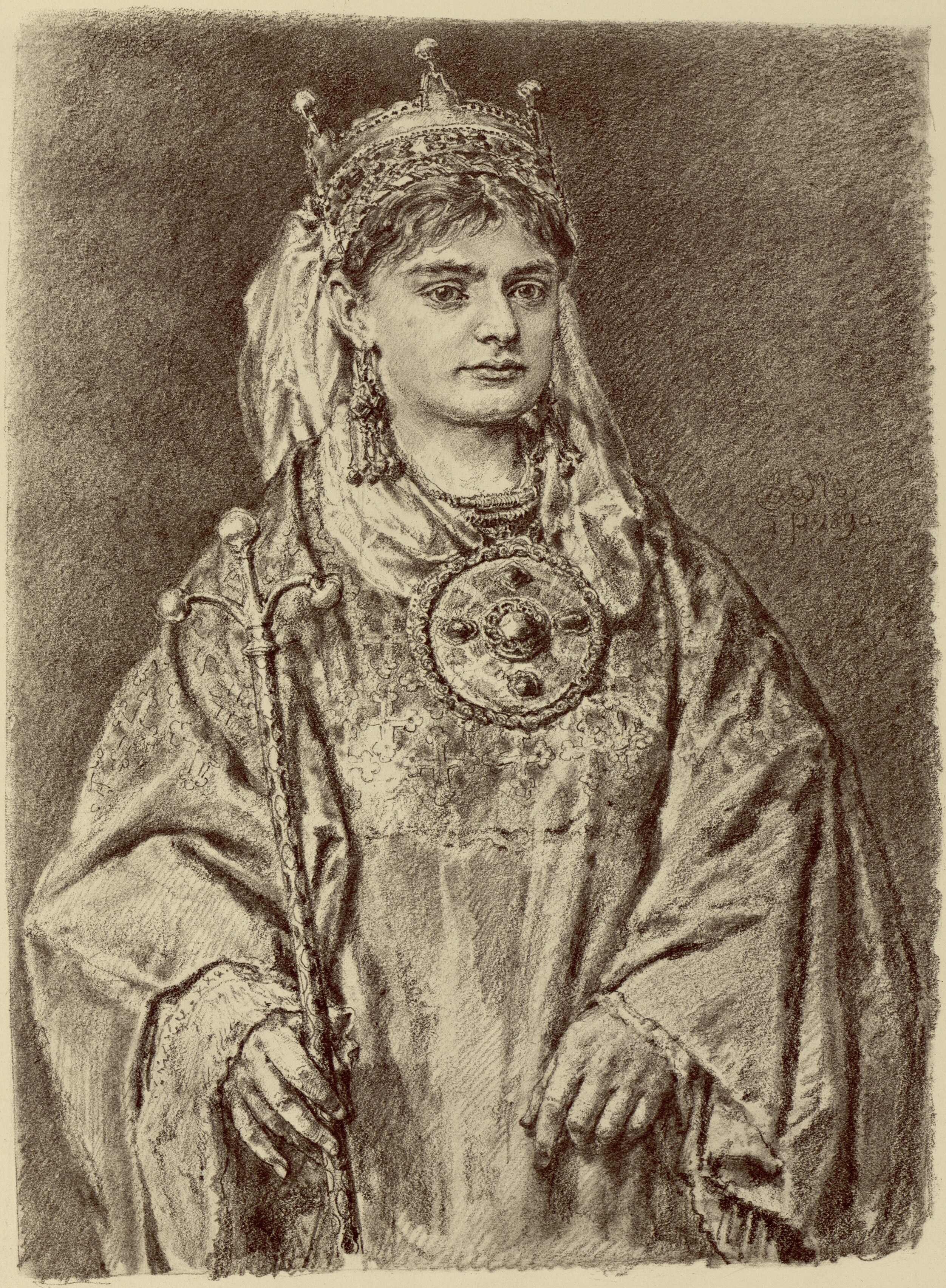
Sainte Richezza de Lotharingie

Les Ezzonides (Ezzonen) sont les comtes palatins de Lotharingie durant les Xe et XIe siècles. Ils sont considérés comme les principaux représentants impériaux de la région du Moyen et Haut Rhin. Malgré leurs accomplissements militaires en faveur des empereurs allemands, les Ezzonides ne parviennent pas à créer une entité territoriale en Lotharingie. Pendant une période leur sont confiés les duchés de Souabe, Bavière et Carinthie, ainsi que l'archevêché de Cologne.
- 966-996 : Hermann Ier, premier comte Palatin de Lorraine, et comte de Bonngau, Eifelgau, Mieblgau, Zulpichgau, Keldachgau, Alzey et Auelgau, de 945 jusqu'à sa mort.
- 1020-1034: Ezzon (Erenfried), son fils. Ayant épousé Mathilde, fille de l'Empereur Otto II et Theophanu, Ezzo devient l'un des seigneurs les plus puissants de l'Empire sous le règne de son beau-frère, l'Empereur Otto III. Candidat au trône impérial, il n'y renonce que contre l'attribution de fiefs immenses (Kaiserswerth, Duisburg, and Saalfeld). Il fonde l'abbaye de Brauweiler;
- 1035-1045 : Otto, son fils, comte Palatin de Lorraine puis duc de Souabe. En 1045, Henry III, Roi de Germanie et duc de Souabe, offre ce dernier titre à Otto en échange d'un retour des territoires de Kaiserswerth et Duisburg à la couronne. Otto transmet le Palatinat à son neveu Henri;

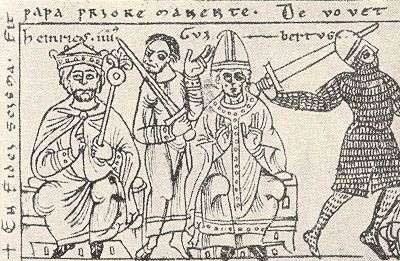
Le couronnement d'Henri IV, empereur des Romains (gauche) par Clement III (centre-droit). Entre eux se trouve le comte palatin Hermann II de Lotharingie. Chronique de Otto von Freising, Codex Jenensis Bose q.6 (1157).

- 1045-1061: Henri Ier Furiosus, son neveu, fils de Hezzelin Ier. Il épouse en 1048 Mathilde de Verdun (1025-1060) fille du duc Gothelon Ier de Lotharingie, et sœur du Pape Étienne IX. Le couronnement d'Henri IV, empereur des Romains (gauche) par Clement III (centre-droit). Entre eux se trouve le comte palatin Hermann II de Lotharingie. Chronique de Otto von Freising, Codex Jenensis Bose q.6 (1157). Il reçoit le château de Cochem de sa nièce, la reine Richiza de Pologne, et est élu successeur du royaume de Germanie durant la maladie d'Henri III. Le 17 juillet 1060, il massacre sa femme Mathilde à la hache après avoir appris sa liaison avec un de ses proches, et est ensuite enfermé à l'abbaye d'Echternach, où il meurt en 1061. Sa fonction et ses comtes sont administrés par Anno II, Archeveque de Cologne, jusqu'à la majorité de son fils Hermann II (1064-1085);
- 1061-1085: Hermann II, son fils, comte en Ruhrgau et Zulpichgau, et comte de Brabant. Il est le dernier comte palatin de Lotharingie de la dynastie des Ezzonides. Il est tué en duel par Albert III de Namur. Sa veuve épouse Henri II de Laach, comte en Mayfeldgau, qui devient le premier comte palatin du Rhin en 1085/1087.

### Comtes de Berg
Adolphe Ier de Berg, petit-fils d'Adolphe Ier de Lotharingie, devient le premier comte de Berg en 1050. La dynastie des comtes de Berg était la plus puissante de la région Rhénane.

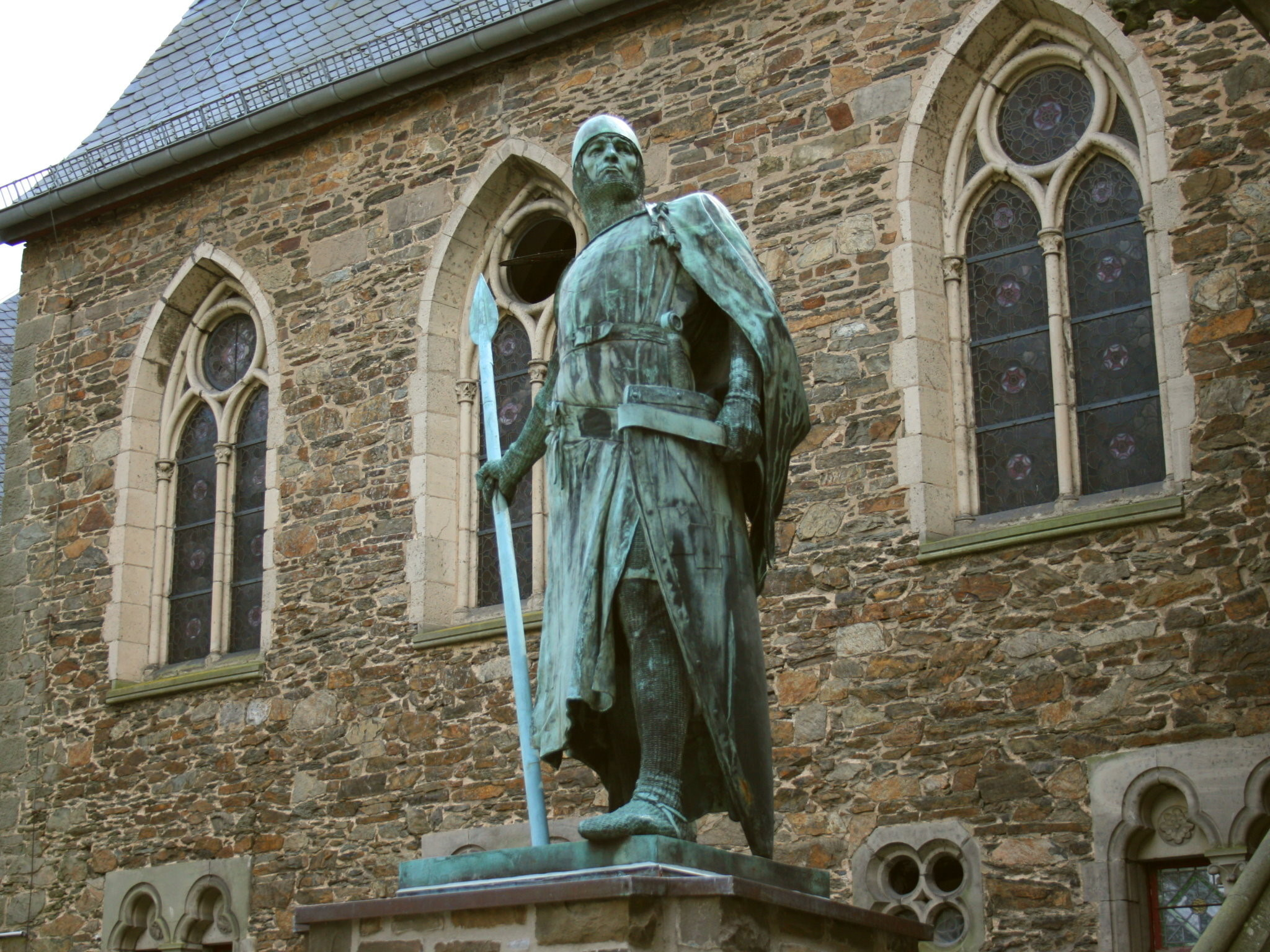
Statue de Adolphe I de Monte, 1er Comte de Berg, au château de Berg.

Les premiers souverains de Berg furent : 
- 1077-1082 : Adolphe Ier de Berg, comte de Berg de 1077 à 1082, vidame de Werden, Deutz, Berg et Gerresheim.
- 1082-1093 : Adolphe II de Berg-Hövel (Huvili), comte de Berg de 1082 à 1093, comte en Auelgau et Siegburg, et vidame de Werden. Il épouse Adelheid de Laufen, héritière de Hövel, Unna, Telgte, Warendorf, etc. Adolphe II fonde le monastère d'Altenberg. Il meurt en 1090/1106.
- 1093-1132 : Adolphe III de Berg, comte de Berg de 1093 à 1132, et comte de Hövel de 1090 à 1106, vidame de Werden. Il épouse Adelheid de Clèves, une fille de Dietrich II, comte de Clèves.
- 1132-1160 : Adolphe IV de Berg, fils du précédent, est comte de Berg de 1132 à 1160 et d'Altena. Marié à Adelheid d'Arnsberg, puis à une fille d'Engelbert von Schwarzenberg. Il fait construire le château d'Altena puis l'abbaye d'Altenberg en 1133, où il entre comme moine en 1160. Son fils Adolphe V ayant été tué à Damas en 1148, c'est son fils cadet Engelbert qui lui succède.
- 1160-1189 : Engelbert Ier de Berg dirigea le comté de Berg de 1160 a 1189. Il épouse Marguerite de Gueldre. Il stabilise le comté par sa politique d'apaisement avec l'Empereur et l'archevêque de Cologne, augmentant par là sa prospérité. En juillet 1189, il est tué en Serbie, en chemin pour la Terre sainte avec la croisade de l'empereur Frédéric Barberousse.
- 1189-1218 : Adolphe VI de Berg, comte de Berg de 1189 a 1218. Marié à Berta de Sayn, il prend part en 1212 à la croisade contre les Cathares. En 1215 il enlève le palais impérial de Kaiserswerth. Il part en 1217 avec la cinquième croisade et meurt le 7 août 1218 au combat, en commandeur des troupes à Damiette, dans le delta du Nil.
- 1218-1226 : Engelbert II de Berg, frère du précédent, archevêque de Cologne. Le duc Waléran III de Limbourg se considérait héritier du comté, son fils Henry (futur duc Henri IV de Limburg) ayant épousé Ermengarde de Berg, la seule fille d'Adolphe VI. Néanmoins sous la loi salique, Englebert était l'héritier de son père et de son frère. Une dispute s'ensuivit, résolue en 1220 en faveur de l'archevêque.
- 1226-1247 : Ermengarde de Berg († 1248), fille d'Adolphe VI et mariée en 1217 à Henri IV de Limbourg, duc de Limbourg, hérita de Berg après le meurtre de l'archevêque Engelbert II. Le comté passe dans la Maison des ducs de Limbourg.

À la suite de l'extinction de cette branche de la maison de Berg, la dynastie reste néanmoins bien implantée dans la région rhénane grâce à leurs possessions de nombreux comtés, tels qu'Isenberg, Altena, etc.

### Comtes d’Altena et d’Isenberg

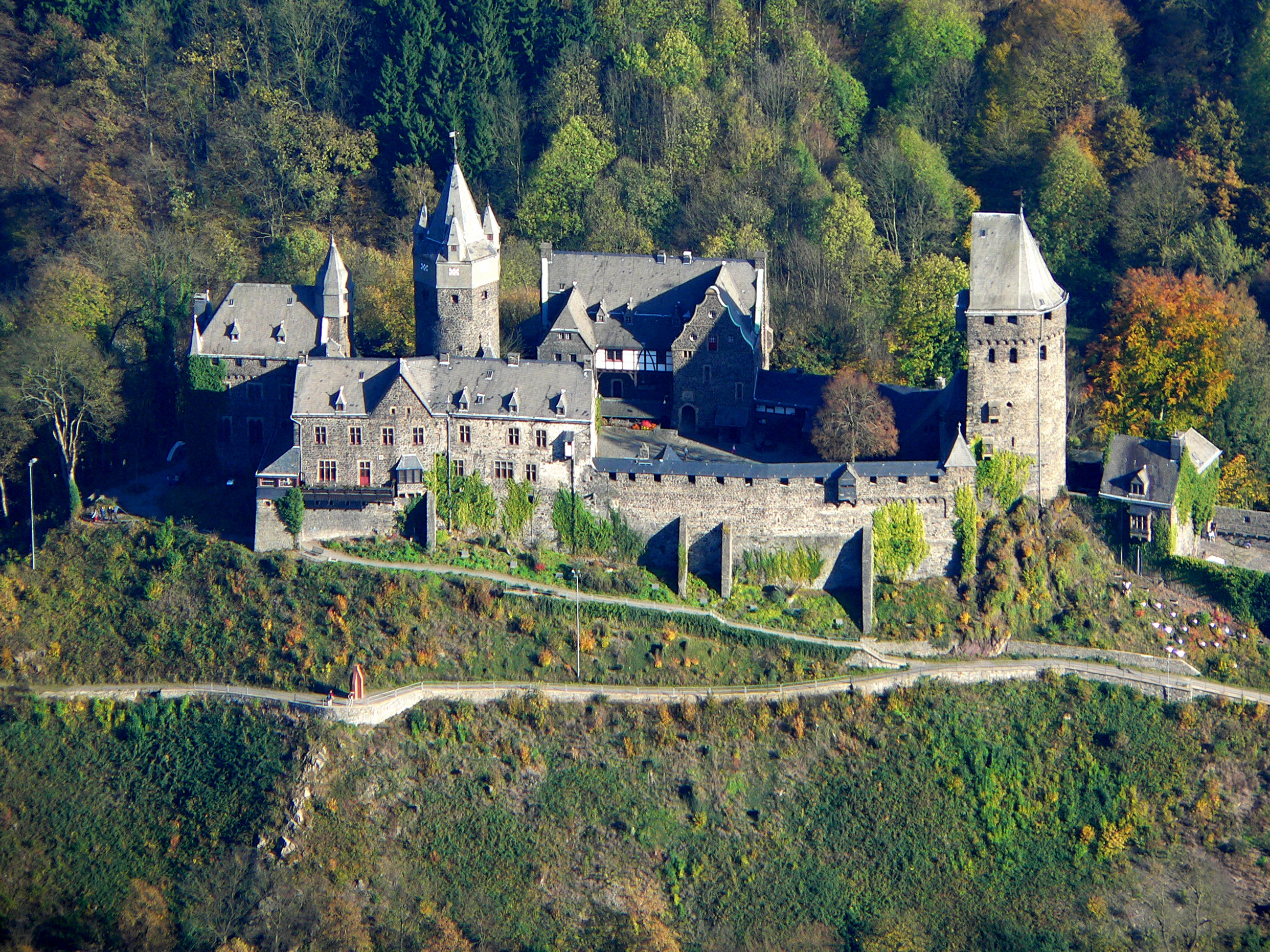
Frederic I d'Altena acquit le Schloss Mark près de Hamm et en fait la résidence principale des nouveaux Comtes de la Marck.

Evrard IV de Berg, fils d’Adolphe IV de Berg et d’Altena, hérite des territoires orientaux du comté de Berg. À partir de lui, la plus ancienne branche des comtes de Berg prend, à partir de 1166, le nom et le titre de comte d’Altena (sur la Lenne, en Westphalie). Le territoire d’Evrard est divisé plus tard entre ses deux fils :
- Arnold d’Altena, l’aîné, hérite de la partie nord-ouest du territoire d’Altena et devint le premier comte d’Isenberg (sur le Rhin, Hattingen) en 1200. Il fonde la lignée des comtes d’Isenberg et plus tard des comtes de Limburg et Limburg Styrum.
- Frédéric Ier, le plus jeune, hérite de la partie sud-est du territoire d’Altena et il fonde la lignée des comtes de la Marck, de qui descendent les ducs de Clèves, les ducs de Juliers, les ducs de Berg, les ducs de Nevers et de Bouillon, les princes de Sedan et les comtes d'Arenberg.

### Le meurtre d'Engelbert II: de Isenberg à Limburg

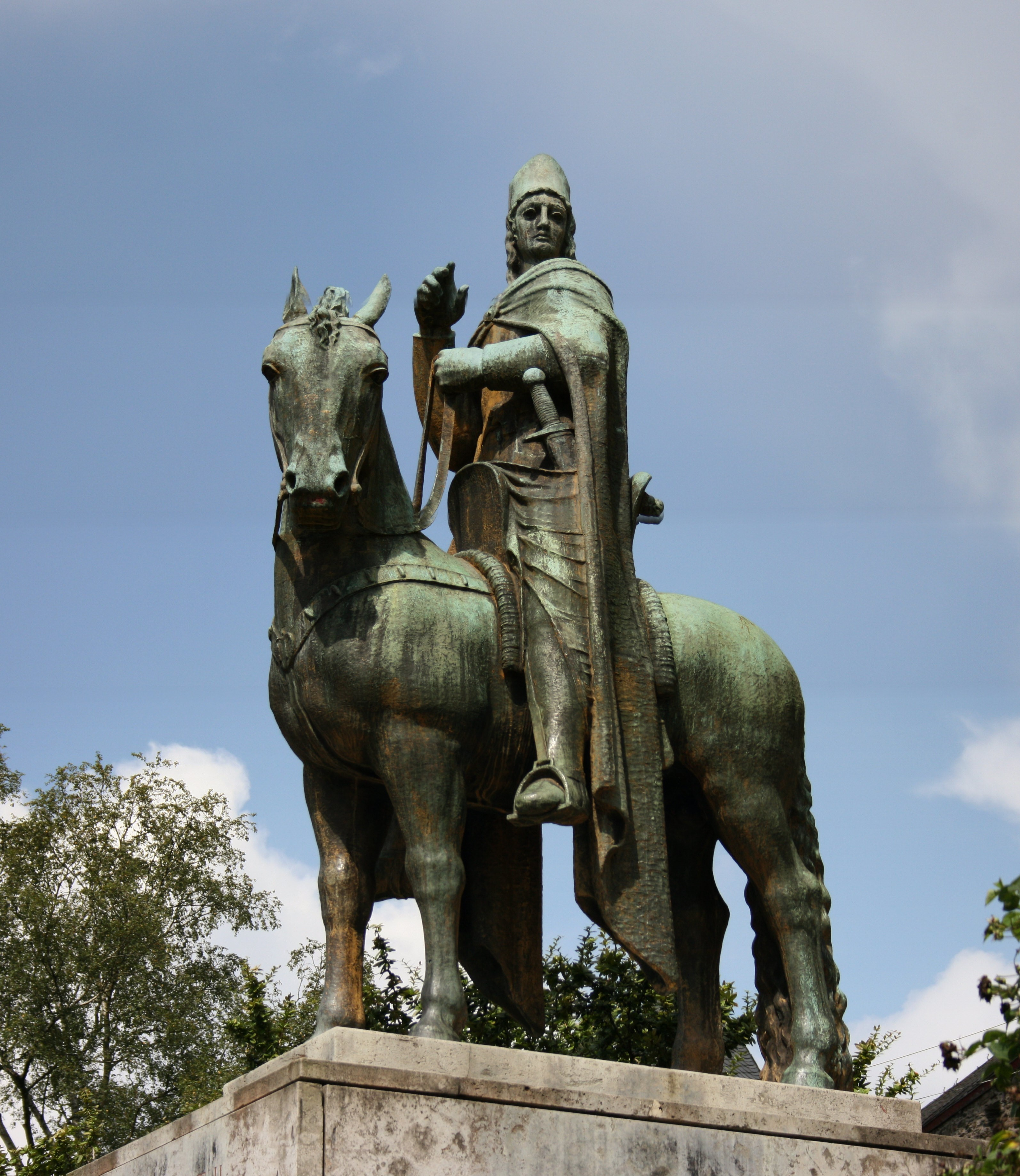
St Engelbert II de Berg, Archevêque de Cologne

Frédéric II, comte d’Isenberg est une des figures principales de la lutte de la noblesse westphalienne contre le pouvoir agressif de son cousin, l'archevêque de Cologne, Engelbert II de Berg. En 1225, à l’assemblée des nobles de Soest, Frédéric rencontre son cousin afin d’établir un accord pacifique sur le patronat de l’abbaye de Essen, de laquelle on l’accusait d’abuser à son propre profit et au détriment de l’abbaye. Aucun compromis n'est trouvé. Lors de leur retour de Soest vers Cologne, Frédéric organise une embuscade contre son cousin, dans le défilé au pied du Gevelsberg entre Hagen et Schwelm. Le 7 novembre 1225, en fin d’après-midi, l’archevêque est assassiné.
Il n’est pas clair si l’archevêque est délibérément tué, ou s’il meurt dans le feu de l’action lors du combat. Des recherches actuelles tendent à prouver que le but était de prendre Engelbert en otage pour que les demandes de la noblesse soient acceptées. Cela était habituel dans les coutumes féodales du Moyen Âge[réf. nécessaire].
Frédéric d’Isenberg est excommunié et tous ses biens ainsi que ses mandats lui sont retirés. Pendant l’hiver 1225-1226, le nouvel archevêque de Cologne, Henri de Müllenark, assiége et détruit son château. Frédéric part avec ses frères Thierry et Engelbert, évêques de Münster et d'Osnabrück (eux aussi impliqués dans le meurtre de l’archevêque), ainsi que le notaire d’Isenberg muni des documents nécessaires pour la Curie à Rome, dans le but de lever son excommunication. Lors de son voyage de retour Frédéric est fait prisonnier à Liège et vendu pour 2100 marks d’argent au chapitre de la cathédrale de Cologne. Le 14 novembre 1226 il est torturé puis exécuté devant la porte de Severin. Ses jambes et ses bras sont brisés sur la roue, après quoi il est exposé sur un pilier. Il ne meurt que le lendemain en priant.
Son fils, le comte Thierry/Dietrich d’Altena-Isenberg, déshérité de tous ses territoires dans le Premier Empire ou Saint Empire Germanique à la suite de l’exécution de son père, se bat avec l’aide militaire de son oncle, le duc de Limbourg (frère de sa mère Sophie fille de Walram III), afin de récupérer ses biens. Il fonde la maison de Limbourg (Limburg en Allemand) et le comté de Limbourg sur la Lenne. Il construit les châteaux de Limburg (Hohenlimburg) et Neue Isenburg (de) à Bredeney au sud d'Essen (qu’il perd assez vite à la faveur des comtes de La Marck) et il prend le titre de comte de Limburg.

### Division de la famille
Herman Othon Ier de Limbourg-Styrum, vu l'étendue énorme de ses territoires, décide de les diviser entre ses trois fils en 1644. Otto, l’aîné, obtient Bronkhorst et Borculo; Adolf, le second, reçoit la seigneurie de Gemen; Moritz, le troisième, hérite de Styrum.
- Limburg-Styrum-Bronkhorst-Borculo : la branche aînée et encore existante, qui règne sur les territoires de Bronckhorst et de Borculo. Lors de l'invasion française, la féodalité est supprimée aux Pays-Bas Septentrionaux en 1795 et les territoires annexés à la République batave. Les Limburg-Styrum perdent ainsi la souveraineté sur ces territoires ;
- Limburg-Styrum-Gemen : la seconde branche, qui règne sur les territoires de Gemen et Illereichen. Lors de l'extinction de cette branche en 1800, la famille ne réussit pas à faire récupérer ces territoires par une autre branche des Limburg-Styrum, tant et si bien qu'ils sont repris par les barons Boyneburg-Bömelberg et sont médiatisés au profit de la principauté de Salm-Kyrburg en 1806. Cette branche possède un temps aussi la forteresse de Simontornya en Hongrie, qui est ensuite reprise par les comtes Esterházy ;
- Limburg-Styrum-Styrum : la troisième branche, qui règne sur Styrum et Oberstein. Elle est médiatisée en 1806 au profit du grand-duché de Berg. Cette branche s'éteint en 1809 et ses droits dynastiques sont récupérés par la branche aînée[1].

La branche aînée est la seule survivante et s'appelle actuellement Limburg Stirum (à l'origine Styrum).

## Médiatisation
Les Limburg Stirum possèdent un siège et avaient le droit de vote sur le banc comtal de Westphalie à la Diète impériale du Saint-Empire romain germanique, grâce à leur possession de l'état d'empire de Gemen. En 1800 la branche de la famille qui possède Gemen s'éteint. Un neveu du dernier comte de Limburg-Stirum-Gemen, le baron de Boyneburg-Bömelberg, hérite alors des territoires de Gemen. Il semble que la branche cadette (celle de Styrum) hérite à ce moment-là des droits dynastiques liés à Gemen, la branche aînée (celle de Bronkhorst et Borculo) ne pouvant en hériter car étant protestante. Six ans plus tard, en 1806, le Saint-Empire disparut et Gemen est médiatisé au profit du prince de Salm-Kyrburg.
Au même moment, Styrum est médiatisé au profit du grand-duché de Berg. La branche de la famille possédant Styrum s'éteint trois ans plus tard, en 1809. Comme la Confédération germanique ne reconnait les familles comtales médiatisées comme égales des souverains (Erlaucht) qu'en 1829, les Limburg Stirum ne sont pas, à tort, repris dans la section des maisons régnantes du Gotha, alors qu'il s'agit bien d'une ancienne famille régnante ayant été médiatisée.

## Titres
La branche aînée des comtes de Berg prend les titres suivants : comte souverain de Limbourg et seigneur de Styrum en 1246, seigneur de Wisch en 1541, comte souverain de Bronkhorst en 1553, seigneur de Borculo, de Liedberg et de Lichtenvoorde en 1553, banneret du duché de Gueldre et du comté de Zutphen en 1553, seigneur de Gemen en 1640, seigneur de Raesfeld en 1675, seigneur d'Illereichen en 1677, seigneur de Wilhermsdorf en 1759, seigneur d'Oberstein en 1766, médiatisée au profit du grand-duché de Berg en 1806.
La branche cadette des comtes de Berg prend les titres suivants : comte de la Marck en 1202, duc de Clèves en 1417, comte souverain d’Arenberg en 1509, duc de Berg et de Juliers en 1511, duc de Bouillon en 1552.

## Actuellement[Quand?]
La majorité des membres se trouvent actuellement aux Pays-Bas et en Belgique, où la famille arrive par Guillaume-Bernard, comte de Limburg Stirum (1795-1889) ; mais aussi en Finlande.

## Membres illustres

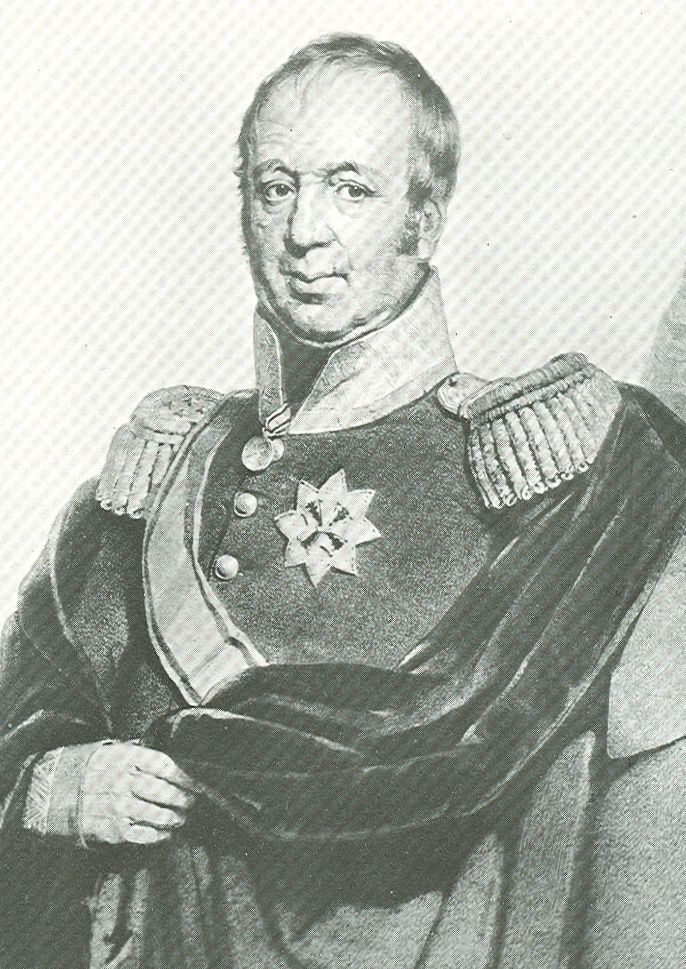
Leopold van Limburg Stirum

- Herman Othon II de Limburg Stirum (1646-1704); comte de Limburg, comte de Styrum et de Bronckhorst, prince souverain de Gemen (en), maréchal-général des armées de l'empereur ; commandant de l'armée impériale en 1703 ; mort en 1704 à la bataille de Schellenberg.
- Auguste Philippe de Limburg Stirum (1721-1797), prince souverain de Gemen, qui est nommé prince-évêque de Spire (1770-1797).
- Philippe Ferdinand de Limburg Stirum (1734-1794), comte régnant de Stirum et Oberstein, amant de la princesse Tarakanova.
- Otto Ernst Gelder van Limburg Stirum (1752-1826), général et homme politique.
- Leopold de Limburg Stirum (1758-1840), membre du gouvernement qui prend le pouvoir en 1813 au nom du prince d’Orange-Nassau, dans le but de rétablir la monarchie aux Pays-Bas.
- Louis Gaspard Adrien de Limburg Stirum (1802-1884), président de l'Eerste Kamer, commissaire du Roi et Ministre d'État.
- Menno de Limburg Stirum (1807-1892), lieutenant-général des armées néerlandaises, ministre de la Guerre, aide de camp et chambellan du roi Guillaume III des Pays-Bas.
- Thierry de Limburg Stirum (1827-1911), historien et sénateur belge.
- Philippe de Limburg Stirum (1830-1912), sénateur belge.
- Friedrich zu Limburg Stirum (1835-1912), diplomate allemand et secrétaire d’État aux Affaires étrangères de l'Empire allemand.
- Henri de Limburg Stirum (1864-1953).
- Adolphe de Limburg-Stirum (1865-1928), député et sénateur belge.
- Johan-Paul van Limburg Stirum (1873-1948), diplomate néerlandais et gouverneur général des Indes néerlandaises. Il travaille au développement économique et à l’autonomie de la colonie.
- Charles de Limburg Stirum (1906-1989), sénateur belge, officier de l’armée belge puis membre de la résistance armée pendant la Seconde Guerre mondiale. Il est par la suite grand maître du roi Léopold III. Il est chevalier de l’ordre de la Toison d’or.
- Franz von Limburg Stirum, l'actuel chef de la maison de Limburg Stirum, vit en Finlande. Il est considéré par les généalogistes comme l’héritier des rois scandinaves du Moyen Âge[Quoi ?].

## Autres
Les comtes de Limburg Stirum ont créé deux ordres de chevalerie, l’ordre des Quatre Empereurs et l'ordre de Saint-Philippe du Lion de Limbourg.
Le mont Limburg Stirum est une montagne de 2 350 mètres de haut dans les Montagnes Belgica en Antarctique. Elle est découverte par l’expédition belge (1957-1958) du baron Gaston de Gerlache, qui l’appele en l’honneur du comte Charles de Limburg Stirum, patron de l’expédition.
En Belgique, le comte Évrard de Limburg Stirum a épousé la princesse Hélène d'Orléans, fille du comte de Paris, et s'est installé au château d'Huldenberg. Leur fils aîné, le comte Thierry, épouse en 1990 Katia della Faille de Leverghem, qui fait de la politique au sein de l'Open VLD (libéraux flamands). Lors des élections fédérales de juin 2007, elle est élue députée fédérale.
Le comte Alexis de Limburg Stirum se marie civilement le 15 octobre 2005 au château d'Ussé (Indre-et-Loire), puis religieusement le 25 octobre en l'église de Jérusalem, Bruges, avec Béatrix de Blacas d'Aulps, fille du 7e duc et prince de Blacas d'Aulps. Ils habitent au château de Walzin. Le comte possède également le château de Plaçamen, à Moëlan-sur-Mer.
Le comte Rodolphe de Limburg Stirum se marie le 6 décembre 2008, à l'hôtel de ville de Malines puis religieusement en la cathédrale Saint-Rombaut, avec l'archiduchesse Marie Christine de Habsbourg-Lorraine. Elle est liée à toutes les familles royales européennes par son père l'archiduc Charles-Christian de Habsbourg-Lorraine, sa mère la princesse Marie-Astrid de Luxembourg et sa grand-mère maternelle la grande-duchesse Joséphine-Charlotte de Luxembourg (née princesse de Belgique).

## Demeures
- Château d'Huldenberg (Belgique)
- Château de Walzin (Belgique)
- Château de Plaçamen (France)

## Galerie

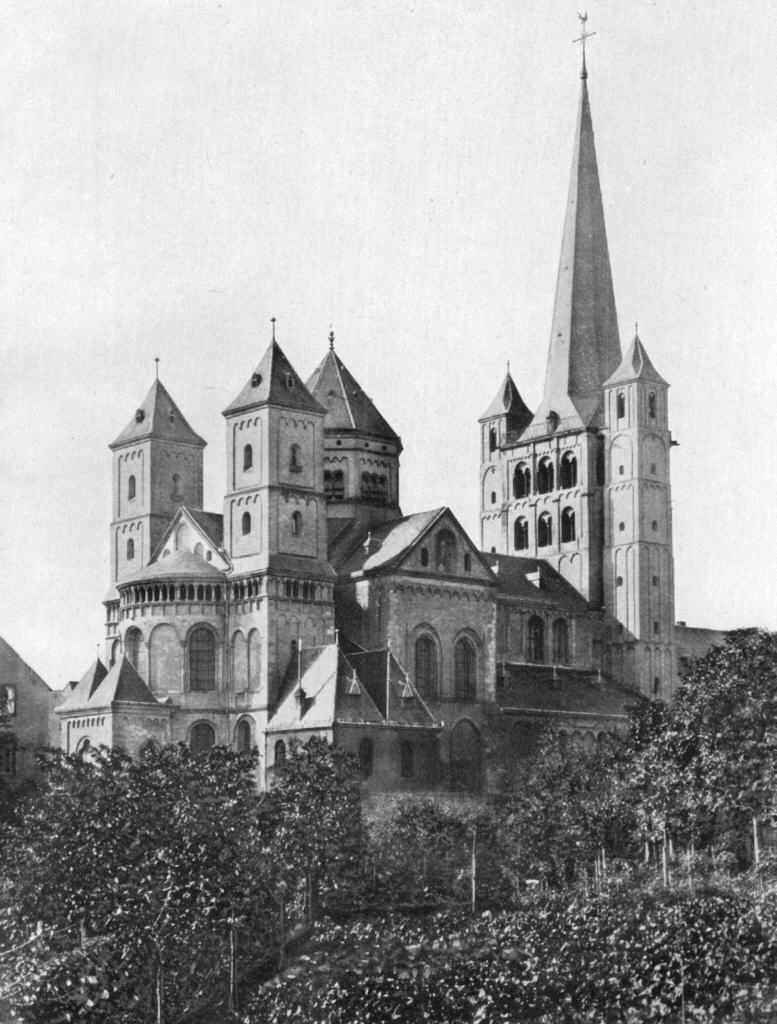
L'abbaye Brauweiler est fondée au XIe siècle par le comte palatin Ezzo de Lotharingie et sa femme Mathilde, fille de l'empereur Otto II, à l'endroit où a été célébré leur mariage.
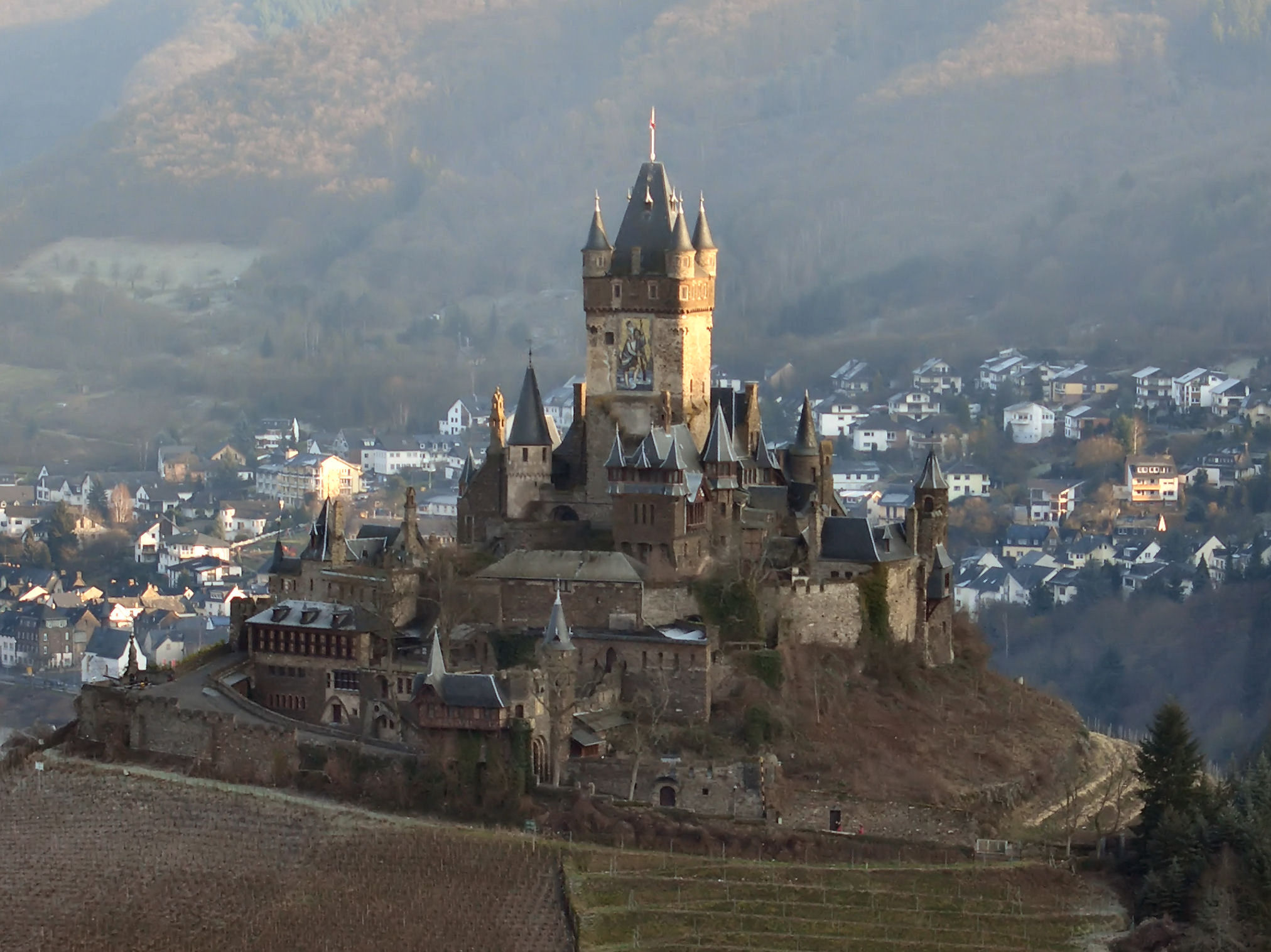
Le comte palatin Henri reçoit le château de Cochem de la reine Richiza de Pologne. Elle voulait empêcher son neveu Conrad I d'en hériter.
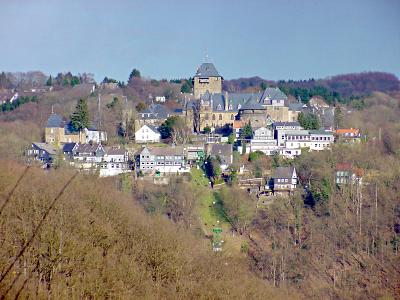
En 1133, le comte Adolphe II construit Schloss Burg sur une montagne surplombant le Wupper. C'est la résidence des comtes de Berg jusqu'au XIVe siècle.
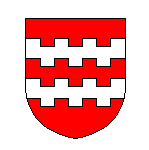
Anciennes armes des comtes de Berg.
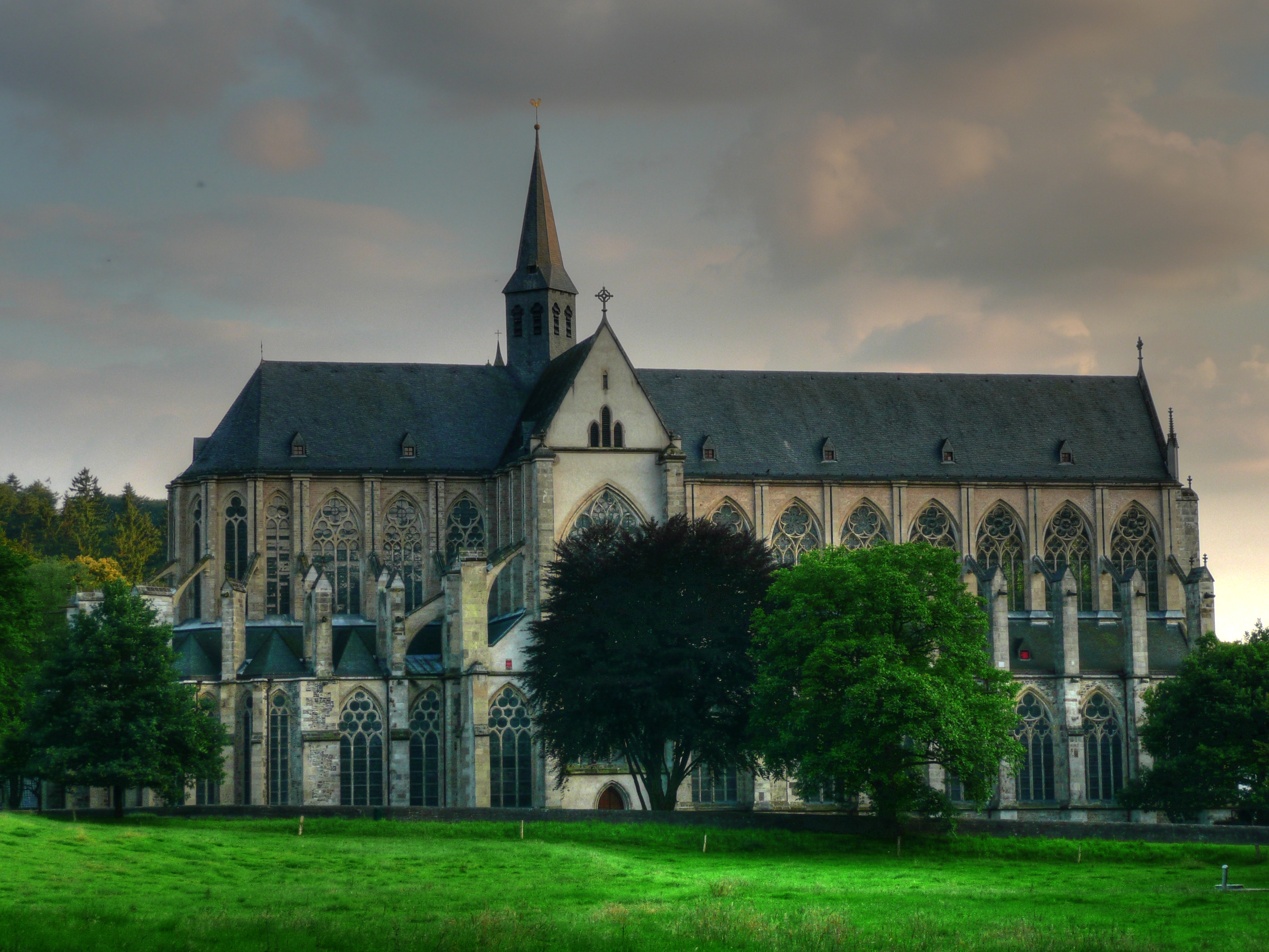
Au XIIe siècle Adolphe II de Berg fait don du site du château ancestral, Schloss Berg, aux moines cisterciens de Bourgogne. Il y construit plus tard le monastère d'Altenberg.
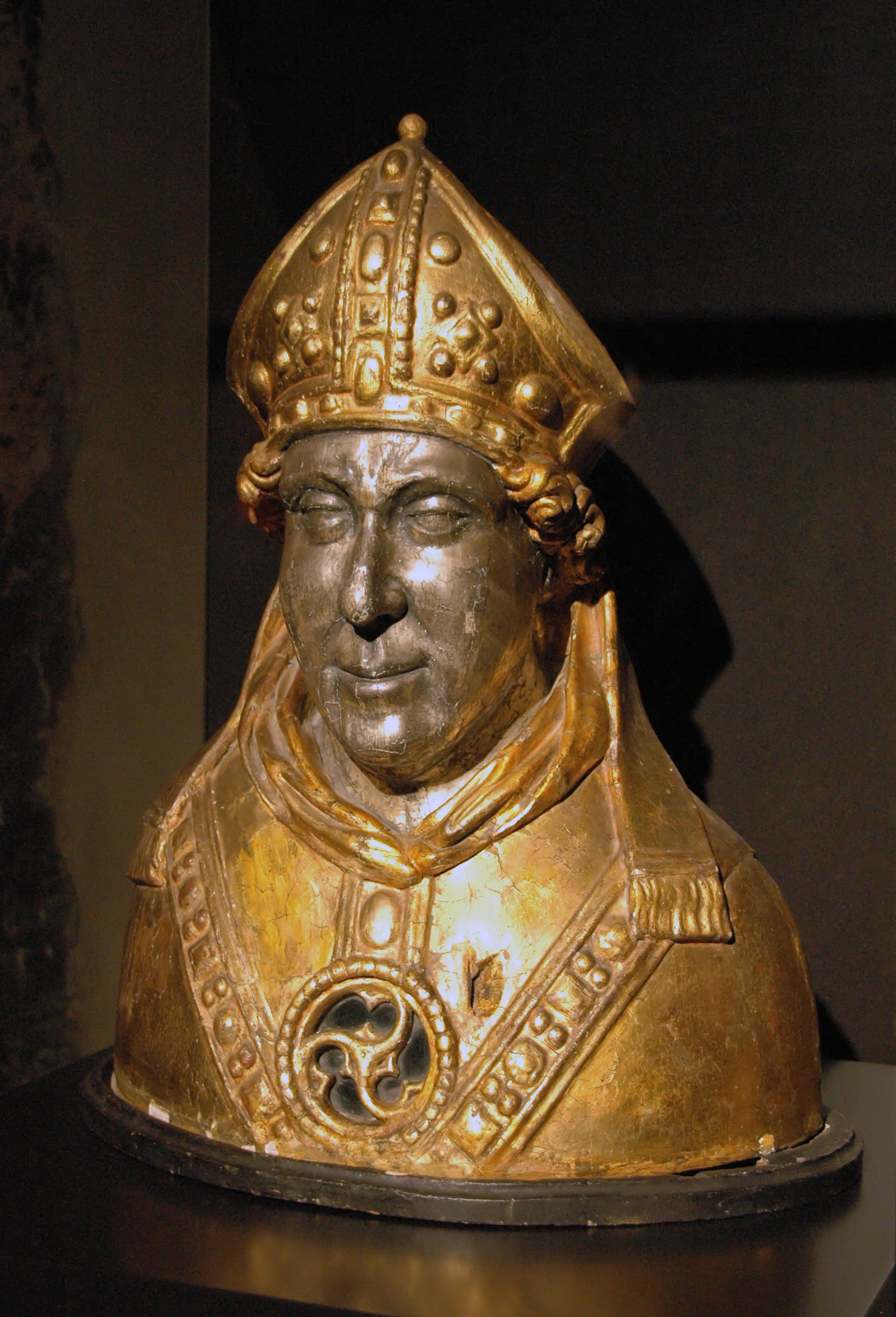
Buste contenant les reliques de St Engelbert de Cologne, Engelbert II de Berg, archevêque de Cologne, administrateur impérial et tuteur d'Henri II de Germanie, qu'il couronne en 1222 roi des Romains. Malgré sa piété personnelle, il s'apparente plus à un monarque qu'à un homme d'Église.
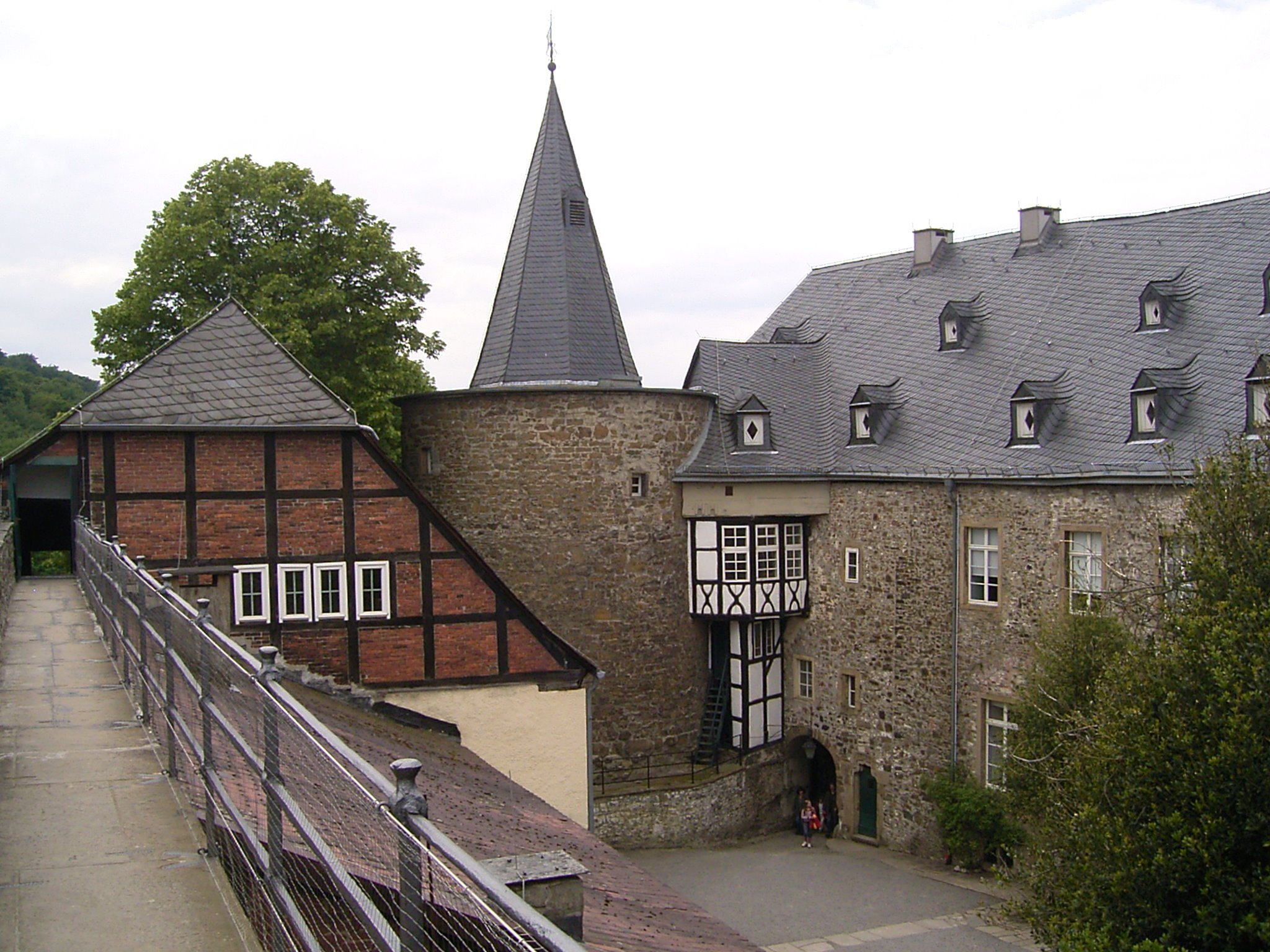
Le comte Dietrich d'Altena-Isenberg, déshérité de ses territoires à la suite de l'exécution de son père, combat pour récupérer ses possessions, construit le château de Limburg an der Lenne et prend le titre de comte de Limburg.
Avec le titre de comte de Limburg, les Isenberg changent leurs armes de la rose Isenberg pour le lion de Berg, porté par les ducs de Limburg. Il est toujours porté aujourd'hui par les Limburg Stirum.
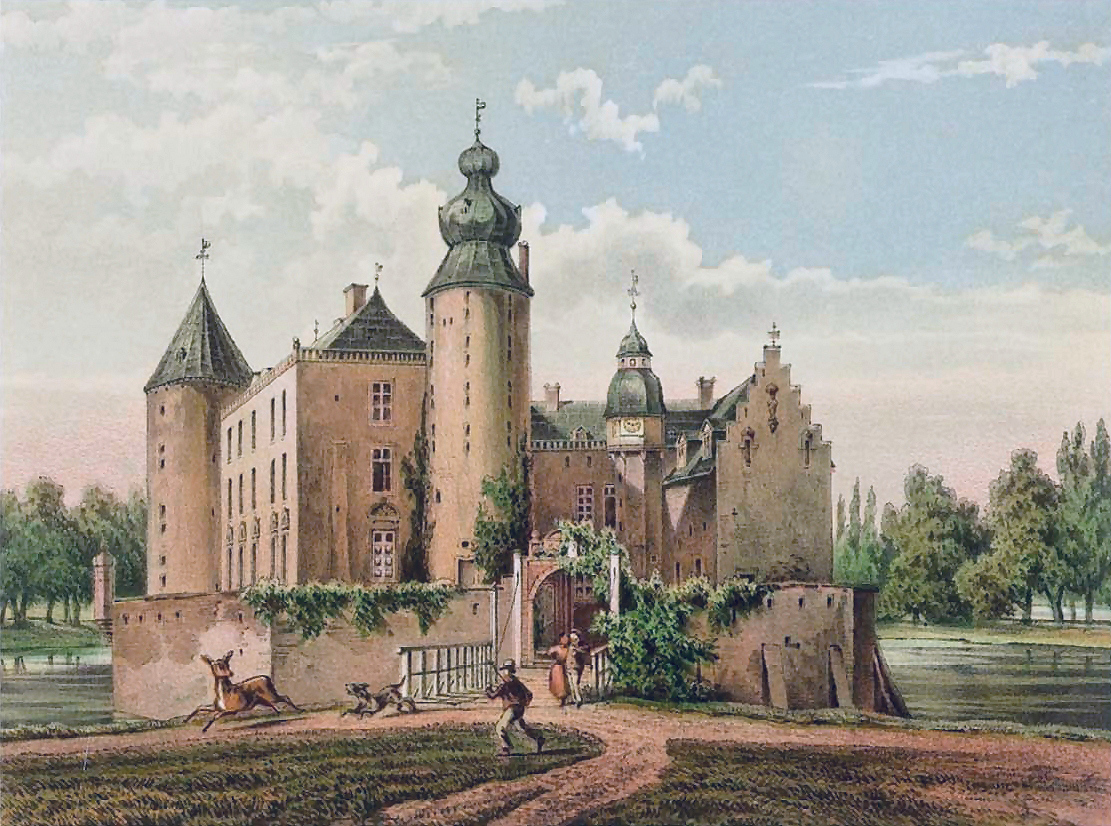
En 1640, le comté souverain de Gemen passe pour deux siècles aux comtes de Limburg Stirum. En 1782, avec l'extinction de la branche Gemen de la Maison de Limburg Stirum, Gemen passe aux Limburg Stirum Iller-Aicheheim.
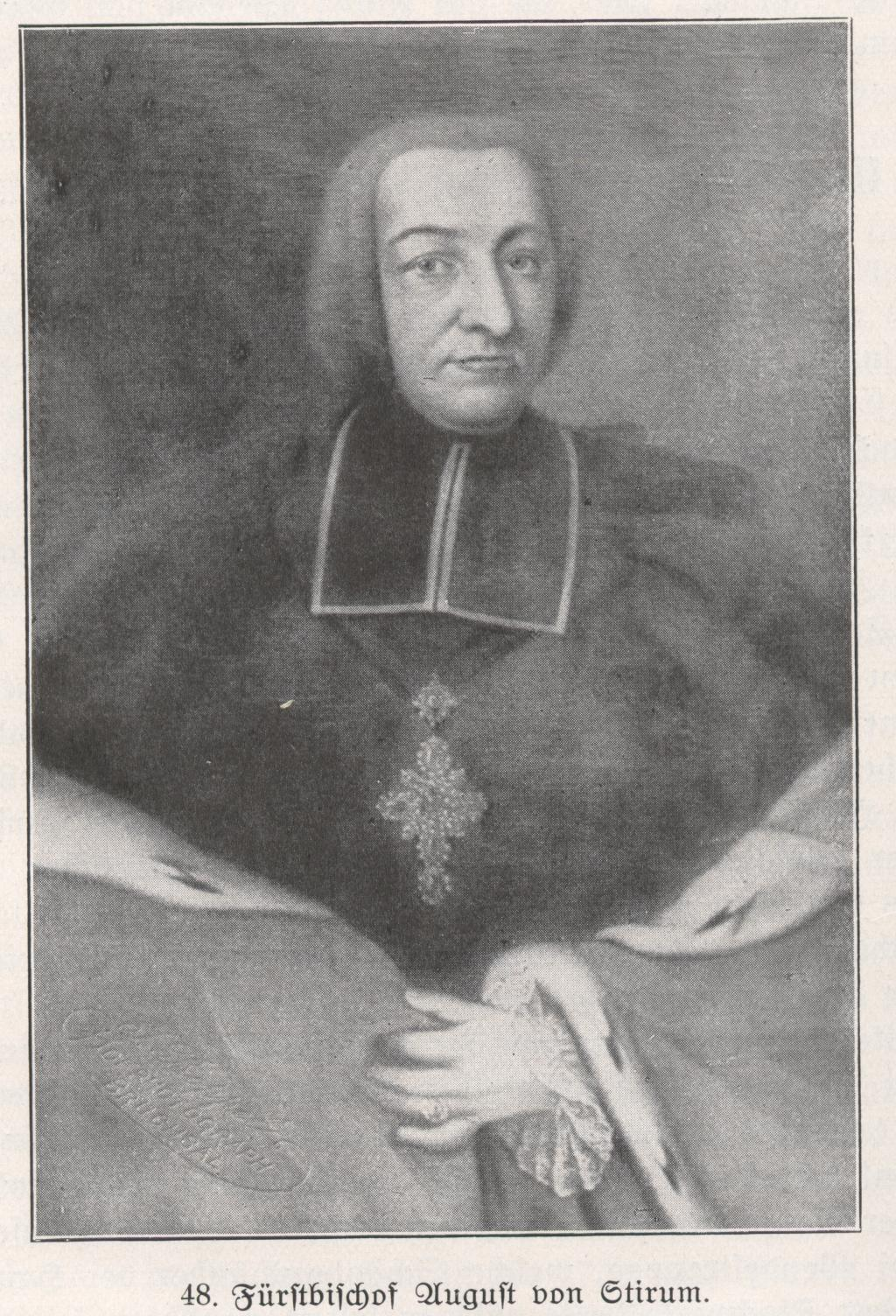
Le prince-évêque Auguste de Limburg Stirum est renversé par les troupes révolutionnaires françaises et meurt en exil au château de Freudenhain, près de Passau, en Allemagne.
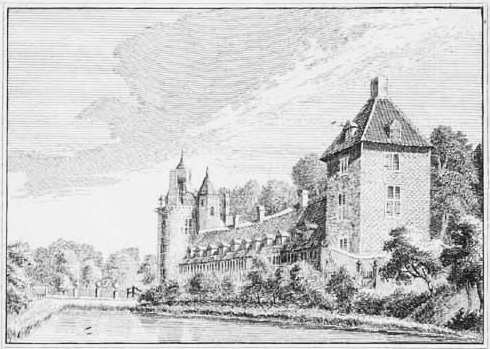
Le château de Wisch, en Gueldre, est acquis en héritage par les Limburg Stirum au XVIe siècle de Irmgarde de Wisch, comtesse de Bronckhorst.
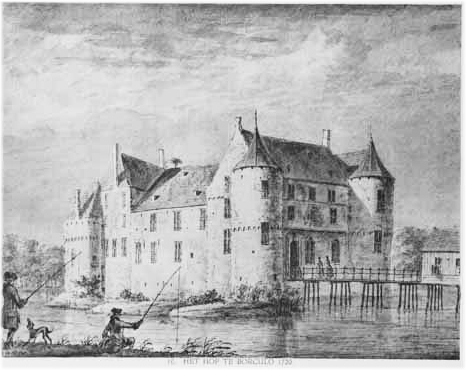
Mettant fin à une longue dispute de succession, le tribunal de Gueldre attribue le 20 décembre 1615 le comté de Borculo au comte Joost de Limburg et Bronkhorst.
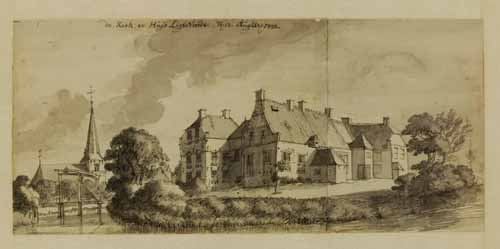
Le château de Lichtenvoorde, aux Pays-Bas.
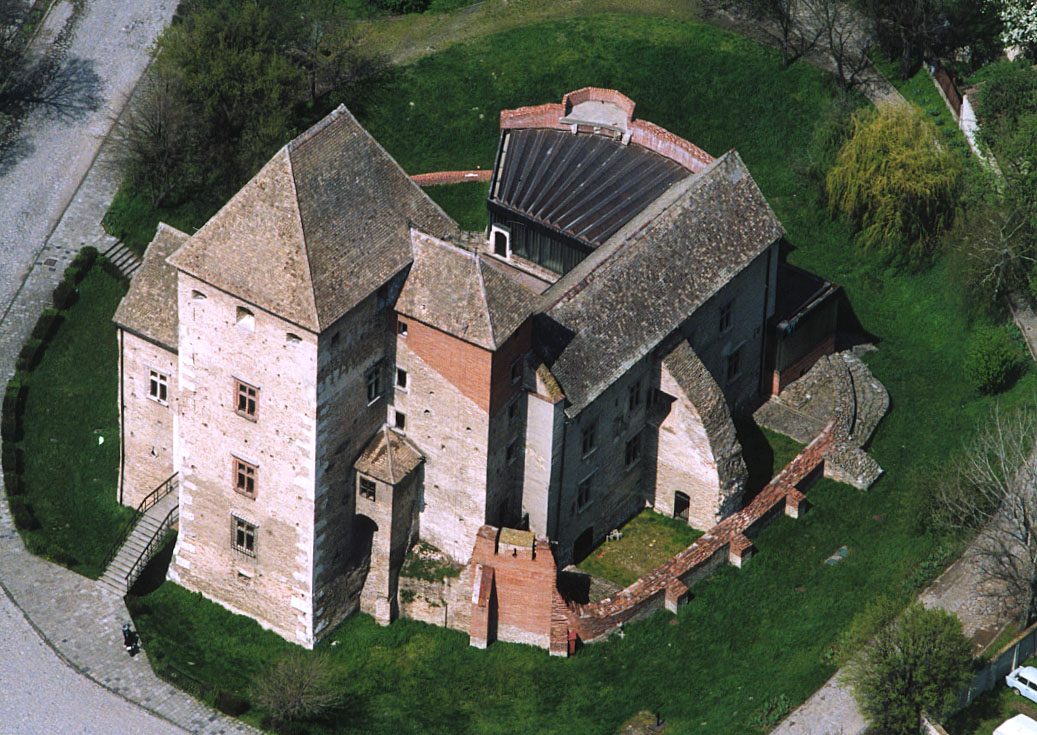
La forteresse de Simontornya en Hongrie est donnée en 1700 aux Limburg Styrum. Rapidement ils y construisent un nouveau château et utilisent l'ancien comme grange. Les comtes Esterhazy en héritent en 1776.
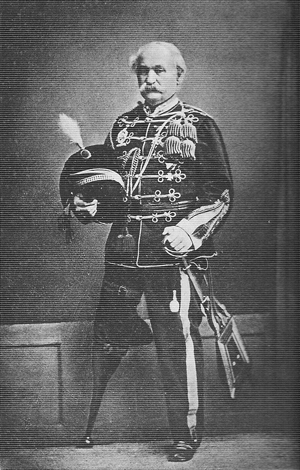
Menno de Limburg Stirum, comme ministre de la Guerre, défend la suppression du service militaire aux Pays-Bas jusqu'à ce qu'il soit révoqué par le roi qui ne partageait pas ses opinions.
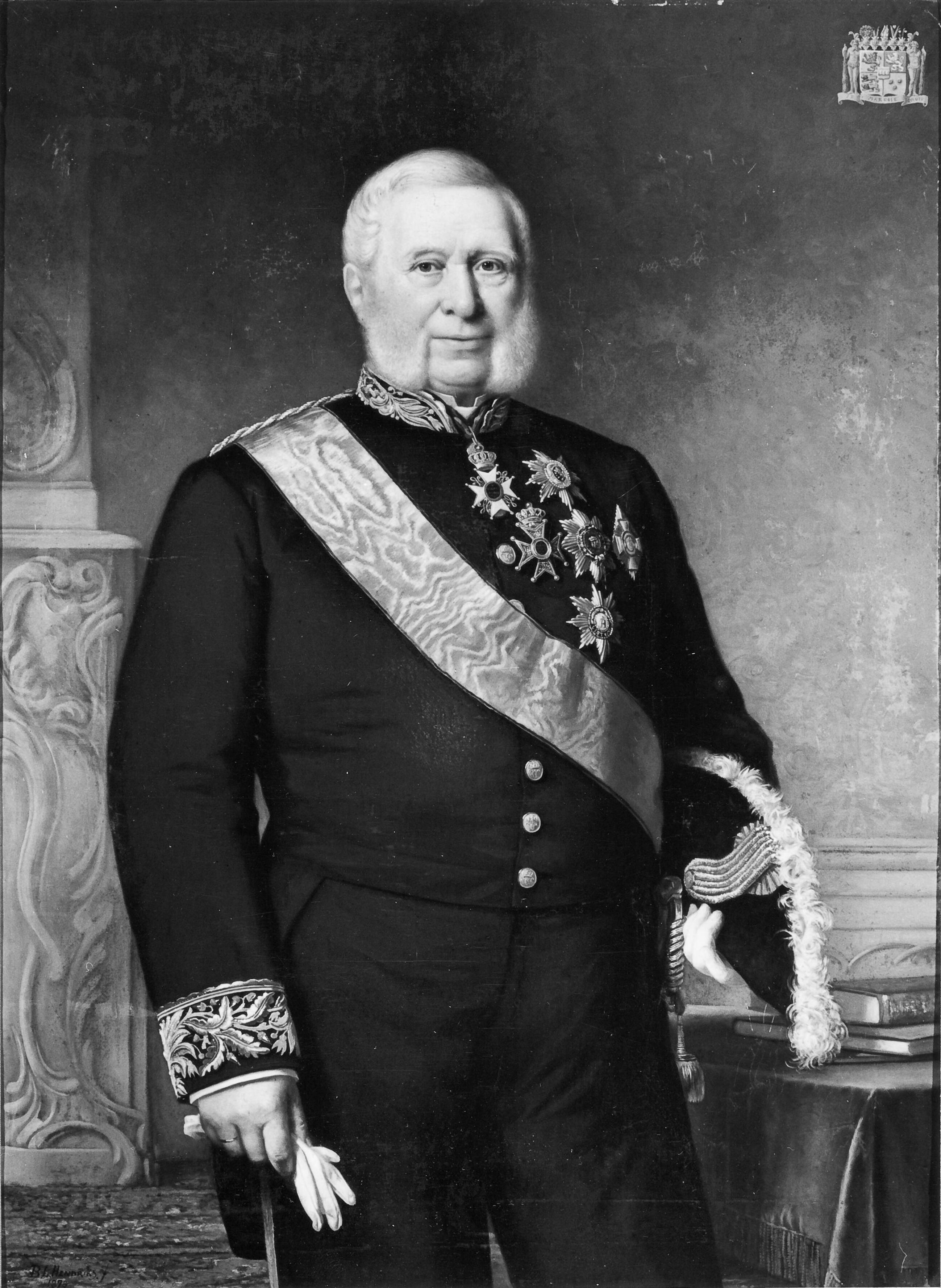
Louis Gaspard Adrien de Limburg Stirum, président du Parlement néerlandais en 1849 et gouverneur de Groningen et de Gueldre.
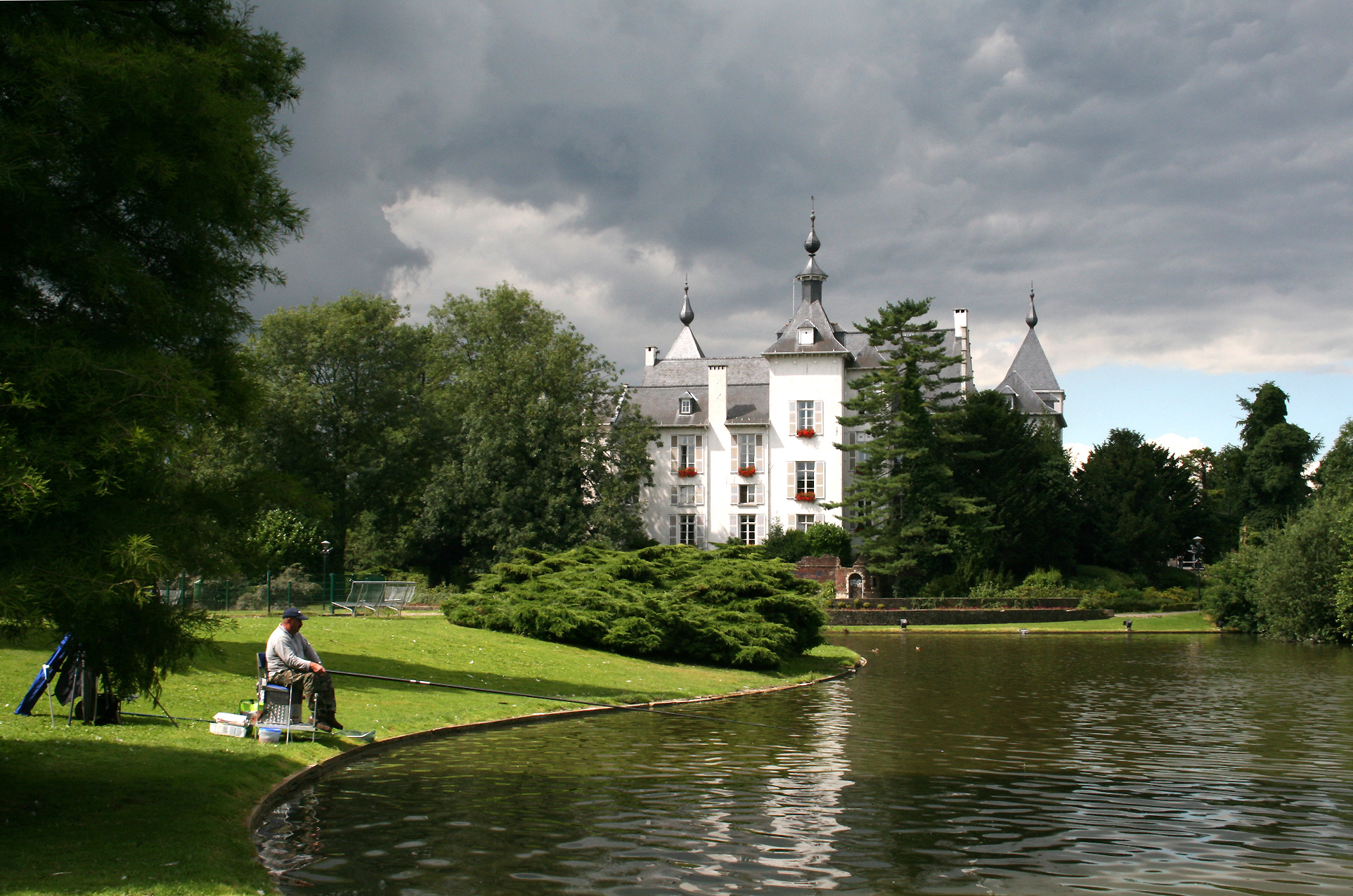
Le château de Wemmel est donné par les Limburg Stirum à la commune, et sert maintenant d'hôtel de ville.
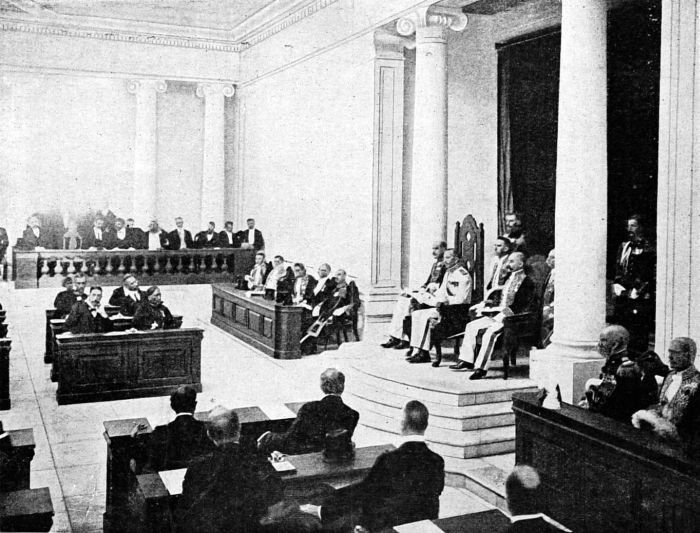
L'ouverture du Volksraad des Indes néerlandaises par Gouverneur-General J.P. de Limburg Stirum en 1918.
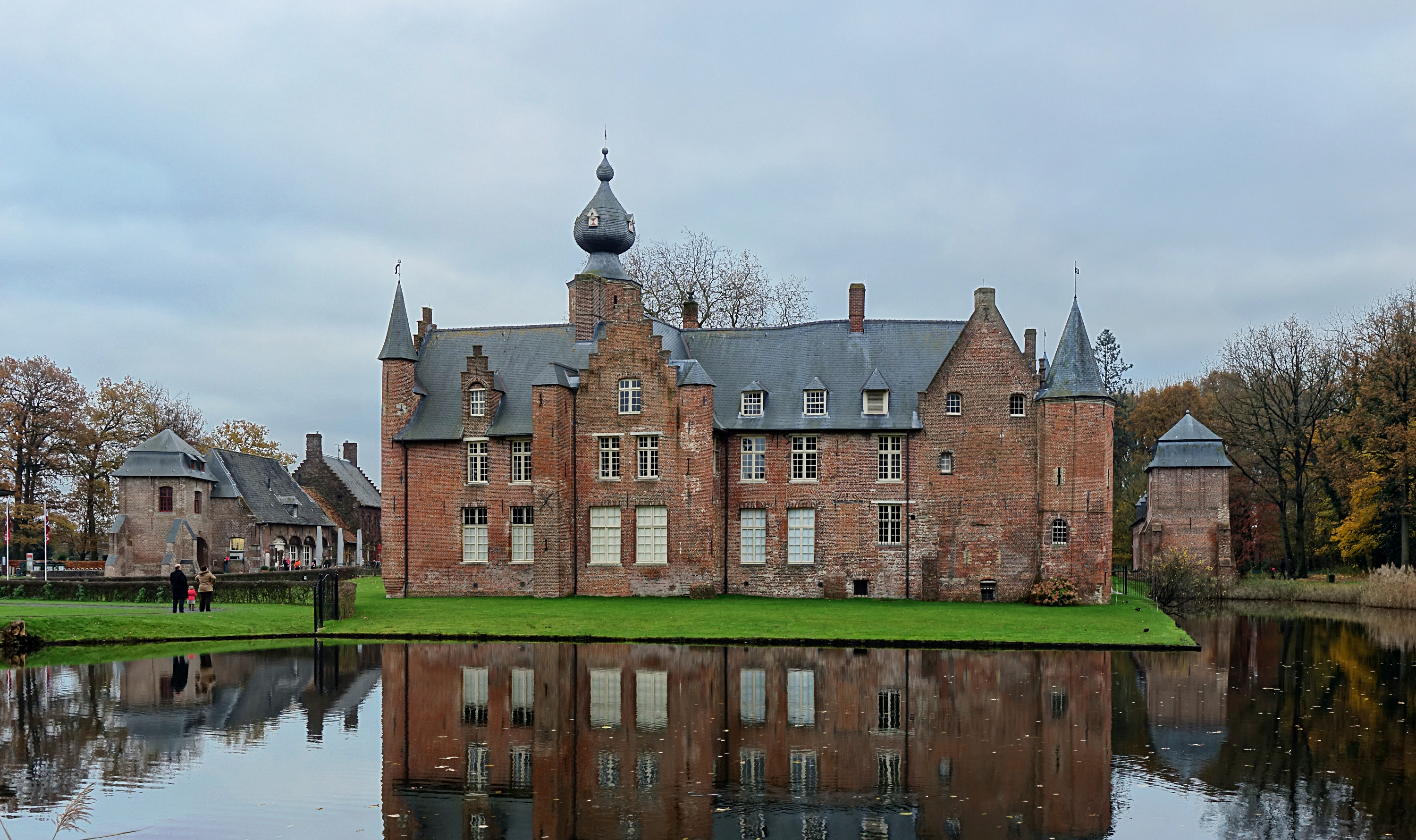
Le château de Rumbeke en Belgique est reçu en héritage par les Limburg Stirum de Marie Thérèse, comtesse de Thiennes, Leyenburg et de Rumbeke.
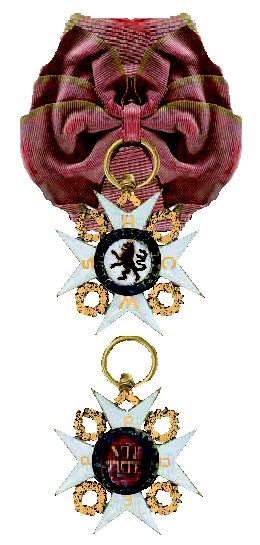
L'ordre de St Philippe du Lion de Limburg est créé par les Limburg Stirum pour récompenser le mérite exceptionnel scientifique, artistique ou la valeur civique.
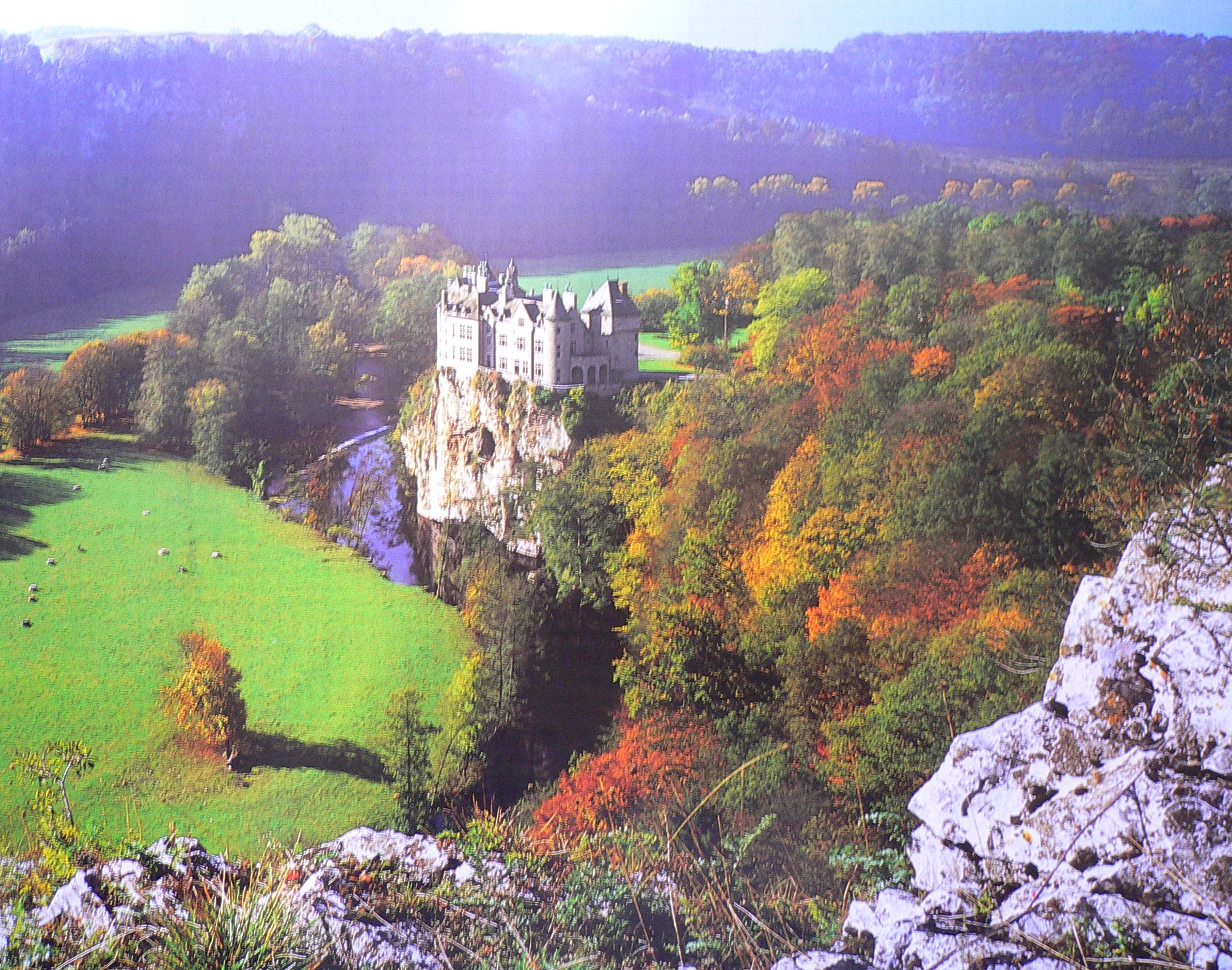
Le château de Walzin Propriété du comte et de la comtesse Alexis de Limburg Stirum